# Pholidosaurus
Pholidosaurus es un género extinto de crocodiliano neosuquio. Es el género tipo de la familia Pholidosauridae. Sus fósiles se han hallado desde Alemania y Inglaterra. El género existió durante el Berriasiense, en el Cretácico Inferior. Material fósil hallado en las formaciones Annero y Jydegård en Skåne, Suecia y en la isla de Bornholm, Dinamarca, han sido referidos como pertenecientes a un mesoeucrocodilio, y posiblemente pueden ser incluidos en el género Pholidosaurus.

## Descripción

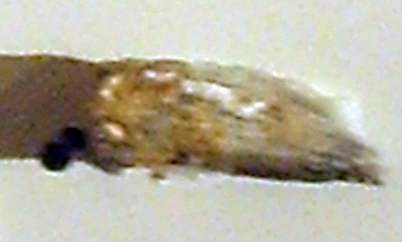
Posible diente de Pholidosaurus (DK164) en el Museo Geológico de Copenhague

Una temprana descripción del género por Lydekker (1888) mencionó que la órbita es levemente menor que la fosa supratemporal, el hueso nasal alcanza al premaxilar, y el vómer aparece en el paladar. Era similar en apariencia y similar en tamaño al moderno gavial.

## Especies
La especie tipo de Pholidosaurus es P. schaumburgensis, nombrada en 1841 del Grupo Wealden, o Arenas de Hastings Sand, de Bückeburg, Alemania. P. schaumburgensis fue nombrado sobre la base de un molde natural de parte de un tórax descubierto hacia 1830 en la Arenisca Obernkirchen del Berriasiano. Este molde es conocido como IMGPGö 741-1. El individuo que lo produjo se cree que tenía cerca de 25 centímetros de largo.
Macrorhynchus es un sinónimo más moderno de Pholidosaurus. Fue nombrado en 1843 del Grupo Wealden en el sur de Inglaterra, siendo su especie tipo M. meyeri. Dado que M. meyeri posee un fuerte parecido a Pholidosaurus schaumburgensis, fue reclasificado como una especie de Pholidosaurus en 1887 por Richard Lydekker debido no sólo a su sinonimia, sino que adicionalmente el nombre Macrorhynchus ya había sido utilizado para un género de pez nombrado en 1880. P. meyeri difiere de P. schaumburgensis en que la barra ósea que separa la fenestra supratemporal es redondeada, mientras que en la especie tipo ésta es redonda.

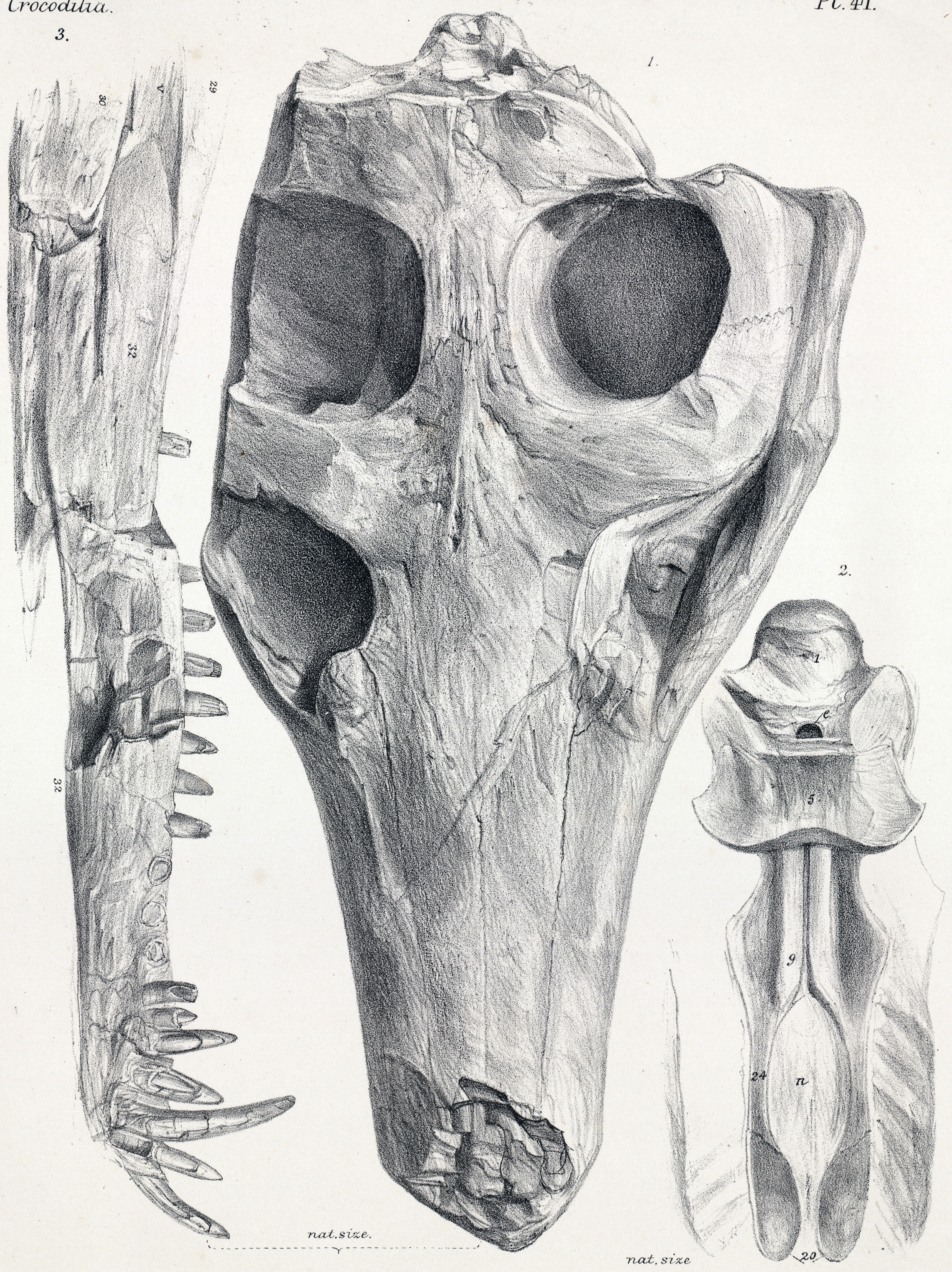
Ilustración de BMNH 28432 y BMNH 41099, referidos a Petrosuchus laevidens por Richard Owen

Varias especies de Pholidosaurus fueron nombradas en el pasado, pero ya no se les considera válidas. Entre ellas están P. decipiens y P. laevis. P. decipiens se usó para describir un cráneo parcial, BMNH 28432, que fue originalmente asignado al nuevo género y especie Petrosuchus laevidens por Richard Owen en 1878. Petrosuchus laevidens se basaba en este cráneo y en una rama mandibular denominada BMNH 41099, ambos recolectados en Swanage, Inglaterra. Un estudio posterior en 1911 concluyó que este material pertenecía a dos especies distintas. BMNH 28432 fue reasignado a Pholidosaurus y BMNH 41099 retuvo el nombre de Petrosuchus laevidens. BMNH 28432 fue designado como el lectotipo de la nueva especie Pholidosaurus decipiens, llamada así en referencia a la equivocación de Owen.
Otra especie de Inglaterra, P. purbeckensis, fue originalmente descrita como una especie de Steneosaurus en 1888. El holotipo es un cráneo casi completo, nombrado como DORCM G97, que carece de la porción anterior del rostro. El cráneo fue encontrado en Swanage o en la isla de Purbeck (de aquí el nombre de la especie), aunque la localidad exacta de la que proviene el cráneo no fue especificada por el autor de la descripción original. Este material fue referido a Macrorhynchus. El autor de la descripción de 1888 consideró a S. purbeckensis como una forma intermedia entre Steneosaurus y Teleosaurus. No obstante, en 2002 un nuevo estudio propuso que S. purbeckensis pertenecía a P. decipiens. Ya que el nombre S. purbeckensis tenía prioridad sobre P. decipiens, pero no así el género Pholidosaurus, se considera que el nombre Pholidosaurus purbeckensis tiene prioridad.
Otra especie de Pholidosaurus, P. laevis, fue nombrada en 1913, basada en un cráneo parcial conocido como BMNH R3414, procedente de Swanage. Esta fue considerado como un sinónimo más moderno de P. purbeckensis tanto por Salisbury et al. (1999) como Salisbury (2002).

## Clasificación
Richard Lydekker asignó Pholidosaurus a la familia Goniopholididae en 1887 junto con Hylaeochampsa, Theriosuchus, Goniopholis y Petrosuchus debido a que sus vértebras son anficelas y la órbita se comunica con la fosa temporal lateral. Pholidosaurus ha sido frecuentemente agrupado con otros crocodilianos longirostrinos, de hocico largo, incluyendo a los dirosáuridos y los talatosuquios. Buckley y Brochu (1999) concluyeron que Pholidosaurus, Sokotosuchus, Dyrosauridae y Thalattosuchia forman un clado longirostrino que era el taxón hermano de 
Crocodylia. Sin embargo, Thalattosuchia fue tradicionalmente considerado como parte de un clado más basal de crocodilianos, siendo parte de un linaje más basal de Mesoeucrocodylia que los dirosáuridos o Pholidosaurus, que son ambos considerados como neosuquios. Los resultados de los análisis filogenéticos por Buckley y Brochu (1999) fueron atribuidos a la similitud en las características asociadas con el alargamiento del hocico visto en estos crocodilianos, incluso aunque dichas características puedan haber sido resultado de evolución convergente en cada grupo. Estudios recientes han mostrado que Thalattosuchia es un clado más basal cuando los dirosáuridos son removidos de las matrices de datos.
Estudios realizados indican que Pholidosaurus estaría cercanamente relacionado con Thalattosuchia, con ambos taxones a su vez emparentados en un clado que contiene a Terminonaris y la familia Dyrosauridae. En un análisis filogenético conducido por Sereno et al. (2001), Pholidosaurus se sitúa como un lejano taxón hermano a los crocodilianos longirostrinos, con Terminonaris y Sarcosuchus siendo parientes cercanos el uno del otro y Dyrosaurus siendo el taxón más cercano al grupo. El último análisis filogenético de Brochu et al. (2002) de nuevo mostró a Pholidosaurus como pariente cercano de Thalattosuchia. En este estudio, ambos taxones forman un clado que es el taxón hermano de un clado que contiene Sokotosuchus y los Dyrosauridae.
Pholidosaurus ha sido recientemente reasignado a la familia Pholidosauridae, junto con los géneros Elosuchus, Sarcosuchus y Terminonaris. Jouve et al. (2006) concluyó que Pholidosaurus era un folidosáurido, aunque en sus análisis filogenético, los talatosuquios fueron incluidos en la familia, la cual podría ser considerada parafilética sin ellos. Jouve et al. (2006), como Buckley y Brochu (1999), atribuyeron este resultado a problemas filogenéticos existentes entre los crocodilianos longirostrinos debido a similitudes en su morfología.